# Gallertkäppchenverwandte
Die Gallertkäppchenverwandte (Leotiaceae) bilden eine Familie der Pilze innerhalb der Ordnung der Leotiales.

## Merkmale
Die Gallertkäppchenverwandten bilden als Fruchtkörper meist deutlich gestielte, mittelgroße bis große Apothecien, die klebrig und oft lebhaft gefärbt sind. Das Excipulum besteht aus  drei Schichten: einer äußeren mit parallelen oder miteinander verschlungenen gelatinisierten Hyphen mit entfernt stehenden Septen, einer inneren Schicht bestehend aus einem nicht gelatinisiertem Hyphengewebe und einer Zwischenschicht, die gelatinisiert oder nicht sein kann. Die Schicht zwischen den Schläuchen besteht aus einfachen Paraphysen. Die Schläuche sind zylindrisch mit einer verdickten Spitze (Apex) und normalerweise mit einem unscharf ausgebildeten amyloiden (mit Jod anfärbbaren) apikalen Ring. Die  Ascosporen sind hyalin und ellipsenförmig oder verlängert und können septiert oder unseptiert sein. Eine Nebenfruchtform ist unbekannt. Ein Stroma ist nicht vorhanden.

## Ökologie
Gallertkäppchenverwandte sind weltweit verbreitet, besonders aber in der gemäßigten Zone. Sie leben saprotroph auf dem Boden besonders in feuchter Umgebung oder auf faulenden, abgestorbenen Pflanzen.

## Systematik
Corda beschrieb die Familie 1842. 2006 wurde die früher zu den Erdzungenverwandten gestellte Gattung Microglossum aufgrund molekularbiologischer Ergebnisse ebenfalls zu den Leotiaceae gestellt.
Zu der Familie der Gallertkäppchenverwandten gehören folgende Gattungen:
- Halenospora mit nur einer Art
- Gallertkäppchen (Leotia) mit 23 Arten
- Stielzungen (Microglossum) mit 26 Arten
- Miniancora Mit nur einer Art